# Consonante glottidale
In fonetica articolatoria, una consonante glottidale o glottale o laringale è una consonante, classificata secondo il proprio luogo di articolazione. Essa viene articolata nella glottide, e non nella cavità orale come le altre consonanti, accostando tra sé le pliche vocali, in modo che l'aria, costretta dall'ostacolo, produca un rumore nella sua fuoriuscita.

## Lista delle consonanti glottidali
Molte articolazioni sono impossibili in tale punto; tra quelle possibili, vi sono le consonanti fricative e la consonante occlusiva sorda. È tuttavia possibile produrre specifici effetti con la glottide, come il mormorato e il bisbigliato (o sussurrato), modalità di fonazione intermedie tra i foni sordi (quando le pliche vocali sono inattive) e quelli sonori.
L'alfabeto fonetico internazionale elenca le seguenti consonanti glottidali:
- [ʔ] Occlusiva glottidale sorda
- [ʔ̬] Occlusiva glottidale sonora
- [h] Fricativa glottidale sorda
- [ɦ] Fricativa glottidale sonora
- [ʔ͡h] affricata glottidale sorda